# The Atheism Tapes
The Atheism Tapes (englisch für: Die Atheismus-Bänder) ist eine britische Fernsehdokumentation, die von Jonathan Miller veröffentlicht wurde. Er führt auch als Interviewer durch den Film. Insgesamt werden sechs Persönlichkeiten zum Thema Religion und Atheismus interviewt.
Ursprünglich wurden die Interviews für die Serie Atheism: A Rough History of Disbelief gemacht, dann aber für The Atheism Tapes verwendet. Die BBC strahlte den Film als sechsteilige Serie aus.

## Die Programme
Alle sechs Gäste wurden jeweils in einem etwa halbstündigen Interview befragt.

### Colin McGinn
Der englische Philosoph McGinn spricht über verschiedene Gründe dafür, nicht an Gott zu glauben. Er nennt auch das ontologische Argument und betont darüber hinaus einen Unterschied zwischen Atheismus (Fehlen des Glaubens an eine Gottheit) und Antitheismus (aktive Opposition zum Theismus) deutlich. Er identifiziert sich selbst als Atheist und Antitheist. Schließlich macht er sich Gedanken über eine nach-theistische Gesellschaft.

### Steven Weinberg
Der amerikanische Physiker Weinberg spricht über die Wertigkeit des Design Arguments. Sowohl in der Vergangenheit als auch heute. Er nennt Gründe, warum Menschen religiös werden, einschließlich des Einflusses der physikalischen und biologischen Argumente gegen die Religion. Miller weist auf die höhere Wahrscheinlichkeit, dass Biologen eher nichtgläubig sind, als Physiker hin. Dies findet Weinberg überraschend. Weinberg unterscheidet zwischen dem Elend, das im Namen der Religion angerichtet wird und dem, das durch die Religion angerichtet wird. Beide seien sehr gefährlich. Auch verweist er auf Unterschiede zwischen Religion in Amerika und Religion in Europa. Er betont, dass er den „Charakter“ des monotheistischen Gottes nicht mag. Er schließt das Interview mit der Bemerkung, dass sich Wissenschaft und Glaube nicht vertragen.

### Arthur Miller
Der amerikanische Schriftsteller Arthur Miller spricht über seinen Atheismus aus einer jüdischen Perspektive. Er beschreibt seine Ansicht, dass einige Fälle von Antisemitismus im Christentum begründet sind, weil die Christen glauben, die Juden seien ungläubig, weil sie nicht an Christus als Sohn Gottes glauben. Sie diskutieren nicht nur über die Überlagerung von Religion und Patriotismus, vor allem in der amerikanischen Politik, sondern auch darüber, wie viele der heutigen Kriege aus einer Mischung von Nationalismus und religiösen Überzeugungen herrühren. Schließlich erklärt er, dass er nicht glaubt, dass es ein Leben nach dem Tod gibt, außer in dem Sinne, dass man sich an die Menschen und ihren materiellen Besitz, den sie hinter sich lassen, oder an ihre Taten erinnert.

### Richard Dawkins
Der englische Biologe Richard Dawkins spricht zunächst darüber, wie die Ansicht, dass das Böse existiert, nur aus dem Glauben herrühren kann. Weiter erklärt er den Prozess, durch den er Atheist wurde, obwohl er in der anglikanischen Tradition erzogen wurde. Dann sprechen sie über natürliche Selektion und wie sie als die treibende Kraft für die Evolution wirkte. Er weist auch auf die Täuschung bei der Verwendung eines God of the gaps-Arguments hin, um die Welt zu erklären. Als Nächstes geht er über die Bedeutung ein, an einer atheistischen Weltanschauung festzuhalten und diese zu verteidigen.

### Denys Turner
Der britische Theologe Denys Turner betont die Bedeutung, die das eigene Hinterfragen für den Atheismus spielt. Er ist der Auffassung, dass auch Atheismus unter einer Form des Fundamentalismus leiden kann. Sie stellen die Frage, wie etwas aus dem Nichts entstehen könne.

### Daniel Dennett
Der amerikanische Philosoph Dennett erklärt, warum er eines seiner Bücher Darwins gefährliche Idee genannt hat, und warum insbesondere viele von Darwins Zeitgenossen die Evolutionstheorie als zu gefährlich einstuften. Er geht auf die Frage des Bewusstseins ein und redet über Darwins Ablehnung der Seele. Außerdem erörtert er die möglichen Ursachen und psychologische Zwecke des Glaubens an eine immaterielle Seele.
Weiter spricht er über seine christliche Erziehung und wie er Atheist wurde. Er geht auf die Frage ein, warum man meine, es sei unhöflich, kritische Fragen zum religiösen Glauben zu stellen, und glaubt, dass es am einflussreichen Status der Religionen liege. Er beendet das Interview mit der Frage, ob wir tatsächlich in einer post-theistischen Welt besser leben.